# Hartagyugh
Hartagyugh (in armeno Հարթագյուղ?) è un comune di 1 265 abitanti (2008) della Provincia di Lori in Armenia.